# اتفاقية جدة
تم توقيع اتفاقية جدة في الفترة من 3 إلى 4 يناير 1987 في جدة السعودية قِبل أكويلينو بيمنتل جونيور ممثلاً عن حكومة الفلبين ونور ميسواري من الجبهة الوطنية لتحرير مورو. اتفق الطرفين على استمرار مناقشة اقتراح منح الحكم الذاتي الكامل لمينداناو، باسيلان، سولو، تاوي تاوي، بالاوان الخاضعة للديمقراطية.
منظمة المؤتمر الإسلامي برئاسة الأمين العام لمنظمة المؤتمر الإسلامي سيد شريف الدين بيرزادا سهلت الاتفاقية. وكان من بين أعضاء اللجنة الآخرين بوتز أكينو صهر الرئيس كورازون أكينو ، الذي يمثل الحكومة الفلبينية وجوزيف بانغولوت، الذي يمثل جبهة مورو للتحرير الوطني.

## المعاهدة السابقة
في عام 1976، وافقت الحكومة الفلبينية وMNLF على تقديم اقتراح الحكم الذاتي الإقليمي لثلاثة عشر مقاطعة في جنوب الفلبين إلى استفتاء عام. ومع ذلك، قام رئيس الفلبين فرديناند ماركوس بتنفيذ الاتفاقية من خلال إنشاء منطقتين تتمتعان بالحكم الذاتي (بدلاً من واحدة) تتألف من عشرة (بدلاً من ثلاثة عشر) مقاطعة. وأدى ذلك إلى انهيار ميثاق السلام واستئناف القتال بين جبهة مورو للتحرير الوطني والقوات الحكومية الفلبينية.

## استئناف محادثات السلام
خلف كورازون أكينو ماركوس كرئيس في عام 1986 بعد الإطاحة به نتيجة لثورة سلطة الشعب. وعد أكينو بمساعدة حملة الاستقلال الذاتي في مينداناو وسولو. استعدادًا للمحادثات الرسمية مع حكومة أكينو حاولت منظمة المؤتمر الإسلامي ورابطة العالم الإسلامي توحيد جبهة مورو للتحرير الوطني وجبهة مورو الإسلامية للتحرير، اللتين انفصلتا عن جبهة مورو للتحرير الوطني في عام 1977 لتكون لجنة مورو واحدة.
ومع ذلك، أثبتت جبهة مورو للتحرير الوطني قدرتها على الوصول إلى وسائل الإعلام أكثر من جبهة مورو الإسلامية للتحرير تحت حكم هاشم سلامات، وفي سبتمبر 1986، عاد نور ميسواري إلى الفلبين محبطًا أكثر من محاولات جبهة مورو للتحرير الإسلامي. ذهبت الرئيسة أكينو متحدية البروتوكول ومستشار حكومتها ومستشاريها العسكريين إلى جولو والتقت مع ميسوري. تلقى هذا الاجتماع عرضاً إعلامياً كاملاً واعتبر حدثاً تاريخياً؛ تمهد الطريق لاتفاق جدة في عام 1987.
شعرت الجبهة بأنها مستبعدة من محادثات السلام؛ استنكرت اتفاق جدة، وفي يناير 1987، شنت هجومًا استمر خمسة أيام ضد القوات والمنشآت الحكومية. ثم التقى أكينو برئيس أركان جبهة مورو الإسلامية للتحرير الحاج مراد في كوتاباتو وتم ترتيب وقف مؤقت لإطلاق النار بين الحكومة الفلبينية والجبهة.

## الأحداث بعد الاتفاق
كان من بين نقاط الاتفاق الرئيسية في اتفاق جدة أن اللجنة الفلبينية ستقدم إلى الرئيس أكينو طلبًا من جبهة مورو للتحرير الوطني بتعليق الأحكام المتعلقة بالحكم الذاتي لمسلم مينداناو على النحو الوارد في مشروع دستور الفلبين لعام 1987، والذي كان من المقرر تقديمها إلى استفتاء عام في 2 فبراير 1987. ومع ذلك، رفض أكينو الطلب، مستشهدا برأي اللجنة الدستورية الفلبينية لعام 1986 بأن الدستور سيقدم ككل للموافقة عليه خلال استفتاء عام 1987. صوت 70٪ لصالح الدستور في مينداناو. صوتت سولو حيث كانت غالبية السكان من مسلم 95 ٪ للدستور.
تضمن الدستور المصدق عليه أحكامًا لإنشاء منطقة حكم ذاتي لـ «مينداناو المسلمة»، والتي ستصبح مستقلة فعليًا على الأصوات الإيجابية لسكان تلك المناطق في استفتاءات خاصة؛ ضمان ألا يتم تضمين سوى المقاطعات أو المدن التي تؤيد الحكم الذاتي في منطقة الحكم الذاتي. عارضت جبهة مورو للتحرير الوطني وجبهة مورو الإسلامية ذلك، ورأوا أنه يتعارض مع روح اتفاق طرابلس لعام 1976. بدأت محادثات السلام في الانهيار. أرادت الحكومة الدستور الجديد كأساس لمواصلة المفاوضات، في حين أرادت جبهة مورو للتحرير الوطني اتفاق طرابلس. بحلول مايو 1987، انتهت المحادثات رسميا.
في عام 1989، صدر قانون بإنشاء منطقة الحكم الذاتي في مينداناو المسلمة. طالبت الجبهة بإدراج محافظات اتفاق طرابلس الثلاثة عشر في جيش تحرير رواندا، لكن الحكومة رفضت ذلك؛ ثمانية من تلك المقاطعات كانت في الغالب مسيحية. بعد ذلك بوقت قصير، عقدت الحكومة استفتاء في ثلاث عشرة مقاطعة. اربع محافظات صوت لاناو ديل سور وماغوييندانايو وسولو وتاوي تاوب لإدراجهم في ARMM. قاطعت جبهة مورو للتحرير الوطني الاستفتاء ورفضت الاعتراف بـ ARMM.

## المعاهدات الناجحة
تحت إدارة فيديل فالديس راموس وقعت الحكومة وجبهة مورو للتحرير الوطني اتفاق السلام النهائي لعام 1996 في جاكرتا في إندونيسيا. وقد مكن أعضاء الجبهة المؤهلين من دخول صفوف القوات المسلحة الفلبينية والشرطة الوطنية الفلبينية، وأنشأ مجلس جنوب الفلبين للسلام والتنمية الذي كانت تسيطر عليه الجبهة. أصبح ميزوري بعد ذلك دون معارضة حاكما لـ ARMM. حصل اتفاق السلام على راموس وميزواري في عام 1997 على جائزة فيليكس هوفويت بوانيي للسلام.
في نفس العام، بدأت جبهة مورو الإسلامية للتحرير التي انفصلت عن جبهة مورو للتحرير الوطني في عام 1977 محادثات غير رسمية مع الحكومة التي يقودها راموس. ومع ذلك، لم يتم متابعتها وبدأت جبهة مورو الإسلامية للتحرير في تجنيد وإنشاء المعسكرات لتصبح المجموعة المتمردة المسلمة هُناك. دعت إدارة جوزيف إسترادا إلى اتخاذ موقف صارم ضد جبهة مورو الإسلامية للتحرير. حاولت غلوريا ماكاباجال أرويو توقيع اتفاق سلام معها لكن المحكمة العليا في الفلبين أعلنت أنه غير دستوري.
بعد فترة وجيزة من تولي بنينو أكينو الثالث الرئاسة في عام 2010، التقى برئيس جبهة مورو الإسلامية للتحرير مراد إبراهيم في طوكيو في اليابان. في عام 2012، وقعت الحكومة الفلبينية وجبهة مورو الإسلامية للتحرير الاتفاق الإطاري بشأن بانجسامورو الذي يدعو إلى إنشاء بانجسامورو، وهو كيان سياسي مستقل يحل محل منطقة الحكم الذاتي في مسلم مينداناو، والتي وصفها أكينو بأنها «تجربة فاشلة».

## روابط خارجية
- نص اتفاق جدة على موقع الأمم المتحدة